# Universidad Autónoma de Tamaulipas
La Universidad Autónoma de Tamaulipas (UAT) es un sistema mexicano de instituciones educativas de nivel superior y de carácter público con sede en Ciudad Victoria, Tamaulipas. Mantiene 26 campus en diferentes puntos del estado de Tamaulipas, los cuales están ubicados en Ciudad Victoria, Reynosa, Río Bravo, Matamoros, Nuevo Laredo, Tampico, Ciudad Mante y Valle Hermoso.

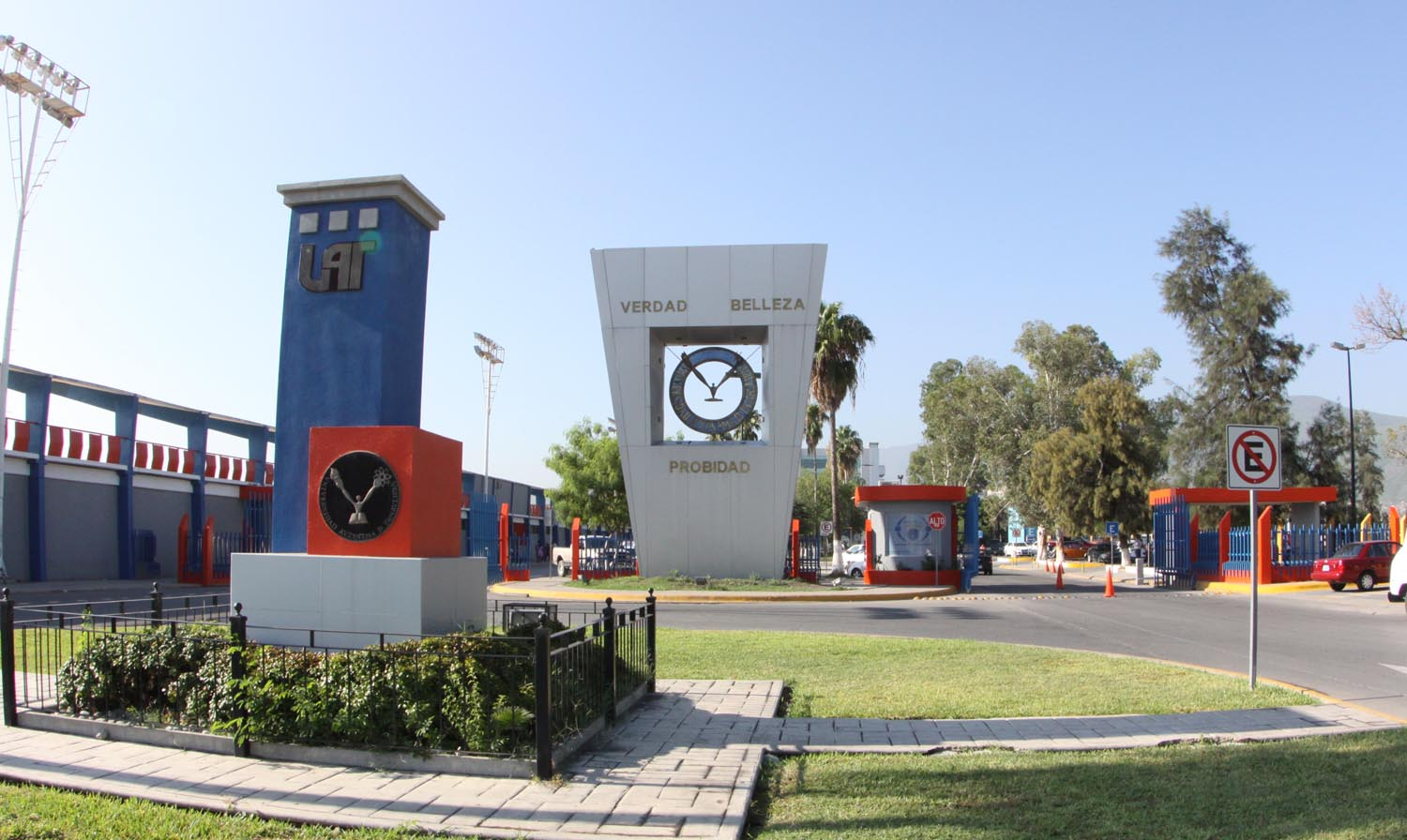
Acceso principal a las instalaciones de la UAT.

## Historia
En 1929 se estableció en el puerto de Tampico la primera escuela de Enfermería. Las facultades de Derecho y Medicina se fundaron en 1950, para instalarse después la de Odontología. Estos planteles fueron administrados por una asociación civil, Educación Profesional de Tampico, constituida el 30 de octubre de 1950. Dicha asociación fue presidida por Alfredo E. Gochicoa, Artemio Villafaña, Natividad Garza Leal, Francisco T. Villarreal, Tirso Saldívar, Miguel Asomoza Arronte y Julián Terán. 
El 14 de noviembre de 1950, mediante Decreto número 320 promulgado por Juan Guerrero Villarreal, encargado del despacho del Poder Ejecutivo del Estado de Tamaulipas, esas escuelas fueron declaradas oficiales, disponiéndose que “deberían ajustarse estrictamente a los planes académicos de la Universidad Nacional Autónoma de México”. Más adelante, siendo oficial mayor el Lic. Porfirio Flores Garza, en 1955 se declaró mediante el Decreto número 73 escuela oficial del estado la de Odontología, pero esta escuela suspendió sus actividades y fue hasta 1970 cuando la Asamblea Universitaria acordó la fundación definitiva de esta facultad.
El 4 de febrero de 1956, el gobernador Horacio Terán promulgó el Decreto 156, mediante el cual se dictó la Ley Constitutiva de la Universidad de Tamaulipas, instituyéndosele “con personalidad jurídica, gobierno autónomo y patrimonio libremente administrado”. Se incorporaron las facultades de Derecho, Medicina y Odontología y la escuela de Enfermería y Obstetricia de Tampico. Se designó como primer rector con carácter provisional al Lic. Isaac Sánchez Garza, iniciándose los cursos académicos el 1 de septiembre de 1956. 
Más adelante se fundaron las escuelas de Medicina Veterinaria y Zootecnia, de Trabajo Social y de Enfermería y Obstetricia en Ciudad Victoria, así como las de Comercio y Administración y de Enfermería y Obstetricia en Nuevo Laredo.
El 7 de noviembre de 1962 el gobernador Norberto Treviño Zapata promulgó el Decreto 209, por cuyo texto el Gobierno del Estado donó a la Universidad el Museo de Arqueología, Antropología e Historia, que había sido creado en 1957. A finales de 1964 había 5 facultades, 5 escuelas y 2 preparatorias dispersas en Tampico, Ciudad Victoria, Nuevo Laredo, Matamoros y Ciudad Mante. Para entonces, se habían titulado 171 profesionistas en las diversas escuelas y facultades de la universidad, y la población escolar era de 1,617 alumnos, incluidos los de las preparatorias de Valle Hermoso y Ciudad Mante.
Durante la rectoría del Lic. Natividad Garza Leal y el gobierno estatal del Lic. Praxedis Balboa Gojon, en 1964 se dictó la Ley Orgánica de la Universidad para conferirles a los consejos locales la facultad de presentar a la asamblea presupuestos de los gastos y modificar la estructura del patronato, al cual se le dio agilidad instituyendo un consejo ejecutivo, que organizó una intensa campaña para recabar fondos. Las atribuciones del patronato y su comité se ampliaron mediante Decreto 275 en 1965. Dichos apoyos permitieron la construcción de la unidad universitaria de Tampico, adquisición de equipos y la ampliación del centro localizado en Ciudad Victoria, señalándose el desenvolvimiento con la fundación de nuevos planteles, aumentos al presupuesto y reorganización administrativa.

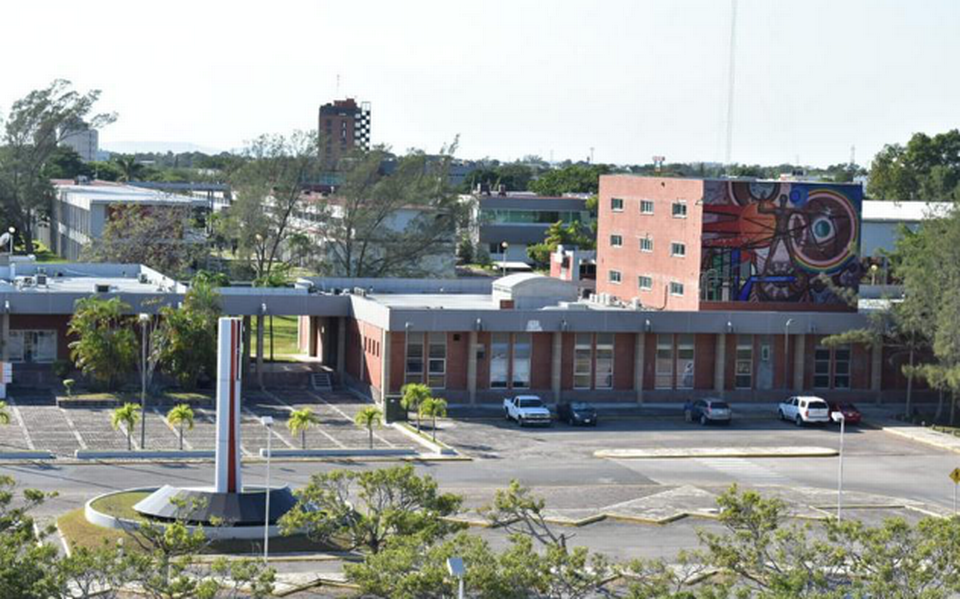
UAT campus Tampico

Un movimiento estudiantil en 1967 culminó con la promulgación de los Decretos 145 y 146. Se reformaron las leyes confiriéndosele autonomía e instituyendo al igual que en la Universidad Autónoma de México, una junta de gobierno. La universidad estaba integrada entonces por 10 facultades, 6 escuelas, 5 preparatorias, un instituto y un departamento. Actualmente, la rige el Estatuto Orgánico aprobado en 1972, que reconoce como antecedentes los decretos 33 y 34 promulgados por el gobernador Manuel A. Ravizé.

### Nombre
Con la promulgación, en febrero de 1956, de la Ley Constitutiva de la Universidad de Tamaulipas, se establece con este nombre la personalidad jurídica de una institución cuyos orígenes se remontan a 1950, año de la conformación de la asociación civil denominada Educación Profesional de Tampico. En marzo de 1967, al promulgarse los Decretos 145 y 146, con los cuales se le confirió autonomía a la universidad, su nombre oficial pasa a ser el que actualmente conserva: Universidad Autónoma de Tamaulipas.

### Emblema
El 16 de noviembre de 1968 se aprobó el proyecto del Escudo de la Universidad. Al efecto la comisión designada eligió el diseño del doctor Abiel Méndez Domínguez, el cual consiste en la figura de un joven que emerge de un libro abierto; en la mano derecha sostiene una antorcha y en la izquierda un átomo. El conjunto está enmarcado en un círculo, en cuya parte central ostenta la leyenda "Universidad Autónoma de Tamaulipas".
En su versión original, el libro representa la cultura, de la cual emerge el joven, que simboliza el cuerpo estudiantil, la antorcha sostenida en la mano derecha representa el saber en tanto el átomo de su mano izquierda simboliza la actividad creadora de esta institución. La universalidad de la cultura está representada por el círculo.

### Lema
Tras la celebración de un concurso para elegir el lema de la universidad, se eligió la propuesta del licenciado Gonzalo Mercado Cerda, "Verdad, Belleza, Probidad", que fue aprobado por la H. Asamblea Universitaria en la sesión del 30 de abril de 1969.
De acuerdo con el diccionario de la lengua española, el concepto de verdad describe la conformidad de las cosas con su representación mental; belleza es la propiedad de las cosas que hace amarlas, infundiendo en nosotros deleite espiritual; probidad es un término asociado a la honradez, que significa rectitud de ánimo e integridad en el obrar.

## Cobertura geográfica

### Regiones
La Universidad Autónoma de Tamaulipas cuenta actualmente con 26 facultades, unidades académicas y escuelas distribuidas en las regiones norte, centro y sur del estado. En la zona norte tiene presencia en los municipios de Nuevo Laredo, Reynosa, Río Bravo, Valle Hermoso y Matamoros; en la zona centro atiende los municipios de Victoria y El Mante, y en la zona conurbada del sur de la entidad se encuentra el Centro Universitario Tampico-Madero. 
Además, mediante la educación semipresencial y a distancia, brinda atención en otros siete municipios: Camargo, Valle Hermoso, San Fernando, Jiménez, Soto la Marina, Tula y González (Estación Manuel).
Con las sedes establecidas en los municipios de mayor población del estado y las unidades de educación permanente (UNAEP), la UAT alcanza una cobertura de 16 municipios, equivalente al 32.6% de la geografía estatal.

### Campus
Las facultades, unidades académicas y escuelas de la UAT se distribuyen dentro de los municipios en campus o centros universitarios. Actualmente, se distinguen ocho campus: Nuevo Laredo, Reynosa Aztlán, Reynosa Rodhe, Río Bravo, Valle Hermoso, Matamoros, Victoria (denominado Centro Universitario “Adolfo López Mateos”), Mante Centro y Tampico (llamado Centro Universitario Tampico-Madero). Además, mediante la educación a distancia, brinda atención a otros ocho.

### Unidades académicas (UA), unidades académicas multidisciplinarias (UAM), facultades y escuelas
| Sede            | Facultad/Unidad Académica/Escuela                                                                                  |
| Zona Norte      | |
| --------------- | --- |
| Nuevo Laredo    | Facultad de Comercio, Administración y Ciencias Sociales                                                           |
|                 | Facultad de Enfermería Nuevo Laredo                                                                                |
| Reynosa         | UAM Reynosa Rodhe                                                                                                  |
|                 | UAM Reynosa Aztlán                                                                                                 |
| Río Bravo       | UAM Río Bravo |
| Valle Hermoso   | UAM Valle Hermoso Archivado el 5 de septiembre de 2019 en Wayback Machine.                                         |
| Matamoros       | Facultad de Medicina e Ingeniería en Sistemas Computacionales                                                      |
|                 | UAM Matamoros UAT                                                                                                  |
| Zona Centro     | |
| Ciudad Victoria | Facultad de Enfermería Victoria                                                                                    |
|                 | Facultad de Medicina Veterinaria y Zootecnia "Dr. Norberto Treviño Zapata"                                         |
|                 | Facultad de Ingeniería y Ciencias Archivado el 5 de septiembre de 2019 en Wayback Machine.                         |
|                 | Facultad de Ciencias de la Educación y Humanidades Archivado el 5 de septiembre de 2019 en Wayback Machine.        |
|                 | Unidad Académica de Trabajo Social y Ciencias para el Desarrollo Humano                                            |
|                 | Facultad de Comercio y Administración Victoria                                                                     |
|                 | Facultad de Derecho y Ciencias Sociales Victoria                                                                   |
|                 | Escuela Preparatoria No.3 Archivado el 14 de septiembre de 2019 en Wayback Machine.                                |
| Ciudad Mante    | UAM Mante Centro Archivado el 20 de septiembre de 2019 en Wayback Machine.                                         |
|                 | Preparatoria Mante                                                                                                 |
| Zona Sur        | |
| Tampico         | Facultad de Arquitectura, Diseño y Urbanismo                                                                       |
|                 | Facultad de Comercio y Administración Tampico                                                                      |
|                 | Facultad de Enfermería Tampico                                                                                     |
|                 | Facultad de Música y Artes "Mtro. Manuel Barroso Ramírez"                                                          |
|                 | Facultad de Medicina Tampico "Dr. Alberto Romo Caballero" Archivado el 5 de septiembre de 2019 en Wayback Machine. |
|                 | Facultad de Ingeniería Tampico                                                                                     |
|                 | Facultad de Odontología                                                                                            |
|                 | Facultad de Derecho y Ciencias Sociales                                                                            |

## Oferta educativa
- Bachillerato
- Técnico superior universitario
- Licenciatura
- Ingeniería
- Maestría
- Doctorado

## Educación a distancia y permanente
La oferta educativa en línea consta de tres programas académicos del nivel superior:
- Licenciatura en Tecnologías para la Generación del Conocimiento[3]
- Licenciatura en Diseño Gráfico y Animación Digital[4]
- Ingeniería en Energías Renovables[5]
- Técnico Superior Universitario en Tecnologías de la Información[6]
- Técnico Superior Universitario en Operación Logística[7]
- Técnico Superior Universitario en Hidrocarburos[8]
- Técnico Superior Universitario en Energía Solar[9]

Además, el campus en línea contempla también asignaturas del núcleo de formación básica universitaria, y oferta certificaciones en competencias digitales, cursos en línea masivos y abiertos, manejo del campus en línea, entre otros servicios.
En las siete Unidades Académicas de Educación Permanente (UNAEP) se ofertan, adicionalmente, cursos, talleres y diplomados en las modalidades presencial y en línea. 

## Centros de investigación

### Investigación científica
- Instituto de Ecología Aplicada (IEA)
- Instituto de Investigaciones Históricas (IIH)
- Centro de Innovación y Transferencia del Conocimiento (CINOTAM)[10]

### Investigación social
- Centro de Investigación Social (CIS)
- Centro Multidisciplinario de Investigaciones Regionales (CEMIR)

### Centros productivos
- Instituto de Ingeniería y Ciencias (IIC)
- Centro para el Desarrollo Municipal (CEDEMUN)
- Centro de Proyectos Tamaulipas, A. C. (CEPROTAM)[11]
- Centro de Investigación y Desarrollo en Ingeniería Portuaria (CIDIPORT)[12]
- Centro de Desarrollo de Empresas, Incubadora de Negocios para Emprendedores del Sur de Tamaulipas, A. C. (CEDEIN)

Dentro de su infraestructura y equipo para la investigación, la Universidad Autónoma de Tamaulipas cuenta con un buque oceanográfico, el UAT-1 CIDIPORT, para la exploración de los fondos marinos, así como un dron y un avión equipado con tecnología lidar y cámara hiperespectral, con base permanente en el aeropuerto de Ciudad Victoria.

## Centros de lenguas
- Centro de Lenguas y Lingüística Aplicada (CELLAP).[13] Son tres, ubicados en Reynosa, Victoria y Tampico.
- Centro Especializado en Idiomas para Niños y Adolescentes (CEINA),[14] ubicado en Ciudad Victoria.

## Publicaciones científicas
- Ciencia UAT[15]
- Sociotam
- Septentrión

## Formación y difusión cultural
- Orquesta Sinfónica
- Ballet folclórico universitario
- Rondalla Universitaria

También son importantes las siguientes organizaciones musicales:
- Son de la Loma
- Fusión UAT
- Orgullo Norteño
- Akústico UAT

Entre sus actividades periódicas de difusión cultural se destacan:
- Feria Universitaria del Libro, realizada cada año desde el año 2000.
- Festival Internacional del Folclor Universitario, desde 2007
- Premio Estatal de Cuento y Poesía “Juan José Amador”, efectuado cada año desde 1999.
- Festival de la Lectura, desde 2006.

En el Centro de Formación Artística Universitario (CEFAU) se imparten talleres de danza folclórica, música, actuación y pantomima a niños, jóvenes y adultos.

## Deporte
Para la práctica del deporte, la UAT cuenta con gimnasios multidisciplinarios en sus siete campus, así como dos estadios en las ciudades de Tampico y Victoria.
- Disciplinas individuales:
  - Ajedrez
  - Atletismo  (pista y campo)
  - Halterofilia
  - Judo
  - Karate do
  - Taekwondo
  - Tenis
  - Tenis de mesa
  - Tiro con arco
  - Triatlón
  - Lucha Olímpica
- Disciplinas de conjunto, deportivas y recreativas:
  - Actividades físico aeróbicas
  - Grupos de animación
  - Gimnasia artística
  - Gimnasia rítmica
  - Jazz
  - Pom pom
  - Hip hop
  - Porra
  - Basquetbol
  - Béisbol
  - Fútbol rápido
  - Softbol
  - Voleibol
  - Voleibol de playa
- Fútbol Americano: 
  - Correcaminos de la UAT  de la Liga mayor ONEFA[16]
  - Selección juvenil
  - Novatos
  - Intermedia
  - Juvenil "AA" (bachillerato)
  - Juvenil "A" (secundaria)
  - Infantil
- Fútbol Soccer:
  - Correcaminos de la UAT de la Liga de Expansión MX[17]
  - "UA de Tamaulipas" Segunda División Profesional Liga Premier
  - "Correcaminos UAT" Tercera División Profesional Filiales
- Basketball:
- Correcaminos UAT Victoria

## Medios universitarios
- TV UAT[18]
- INTER UAT[19]
- Comunicación Social[20]
- Radio UAT[21]

### Frecuencias
La Universidad Autónoma de Tamaulipas mantiene actualmente 2 estaciones de radio en frecuencia modulada, transmitiendo contenido de esta institución, tales como programas de entrevista, noticias y avisos estudiantiles, así como programación enfocada a la historia y la ciencia.
| Siglas    | Frecuencia | Ciudad          | Potencia | Inicio de transmisiones |
| --------- | ---------- | --------------- | -------- | ----------------------- |
| XHUNI-FM  | 102.5 MHz  | Ciudad Victoria | 10 kW    | 1990                    |
| XHCPAZ-FM | 105.1 MHz  | Tampico         | 2.84 kW  | 2024                    |

### Estaciones fuera del aire
Radio Universidad dejó de operar varias frecuencias en el 2012, debido a presentar de manera tardía las solicitudes de renovación de concesión al Instituto Federal de Telecomunicaciones, provocando la negativa de prórroga por parte del instituto.
Sus plantas transmisoras se encontraban normalmente dentro de los campus de cada ciudad, emitiendo principalmente para el área del campus y alrededores.
| Siglas   | Frecuencia | Ciudad       | Potencia  | Inicio de transmisiones | Fin de transmisiones |
| -------- | ---------- | ------------ | --------- | ----------------------- | -------------------- |
| XHMAO-FM | 90.9 MHz   | Matamoros    | 200 watts | 1997                    | 2012                 |
| XHRYN-FM | 90.5 MHz   | Reynosa      | 200 watts | 1997                    | 2012                 |
| XHNLR-FM | 104.9 MHz  | Nuevo Laredo | 200 watts | 1997                    | 2012                 |
| XHMTE-FM | 92.3 MHz   | Ciudad Mante | 200 watts | 1997                    | 2012                 |
| XHTIO-FM | 105.5 MHz  | Tampico      | 200 watts | 1997                    | 2019                 |

## Publicaciones impresas (CienciaUAT) y digitales (SOCIOTAM)
Una de las principales publicaciones de este tipo emanadas de esta institución educativa es la revista CienciaUAT,  reconocida como el Órgano Institucional de Difusión de Investigación Científica, Tecnológica y Humanista dentro de la universidad. Dicha revista ofrece ediciones periódicas que contienen artículos de investigación científica relacionados con la UAT.
Asimismo, la Revista Internacional de Ciencias Sociales y Humanidades es una publicación especializada en la que, a lo largo de sus dieciocho años, han contribuido importantes investigadores nacionales e internacionales de países entre los que se encuentran España, Estados Unidos, Brasil, Chile y México, para abrir el abanico de la investigación social internacional. Los temas que trata son abordados desde disciplinas como la psicología social, la psicosociología política, los estudios transculturales, la sociología educativa y la antropología cultural y social. La revista ha tenido un desarrollo sostenido, hasta alcanzar una casi completa autonomía académica y financiera, situación que le permite ser independiente en materia editorial y autoral. Dicha revista se encuentra indexada a Latindex y se publican dos volúmenes por año.